# 沖縄県道205号多良間多良間港線
沖縄県道205号多良間多良間港線（おきなわけんどう205ごう たらまたらまこうせん）は、沖縄県宮古郡多良間村仲筋の多良間村役場と塩川の前泊港とを結ぶ一般県道。多良間島内唯一の現存する県道である。

## 概要

### 区間

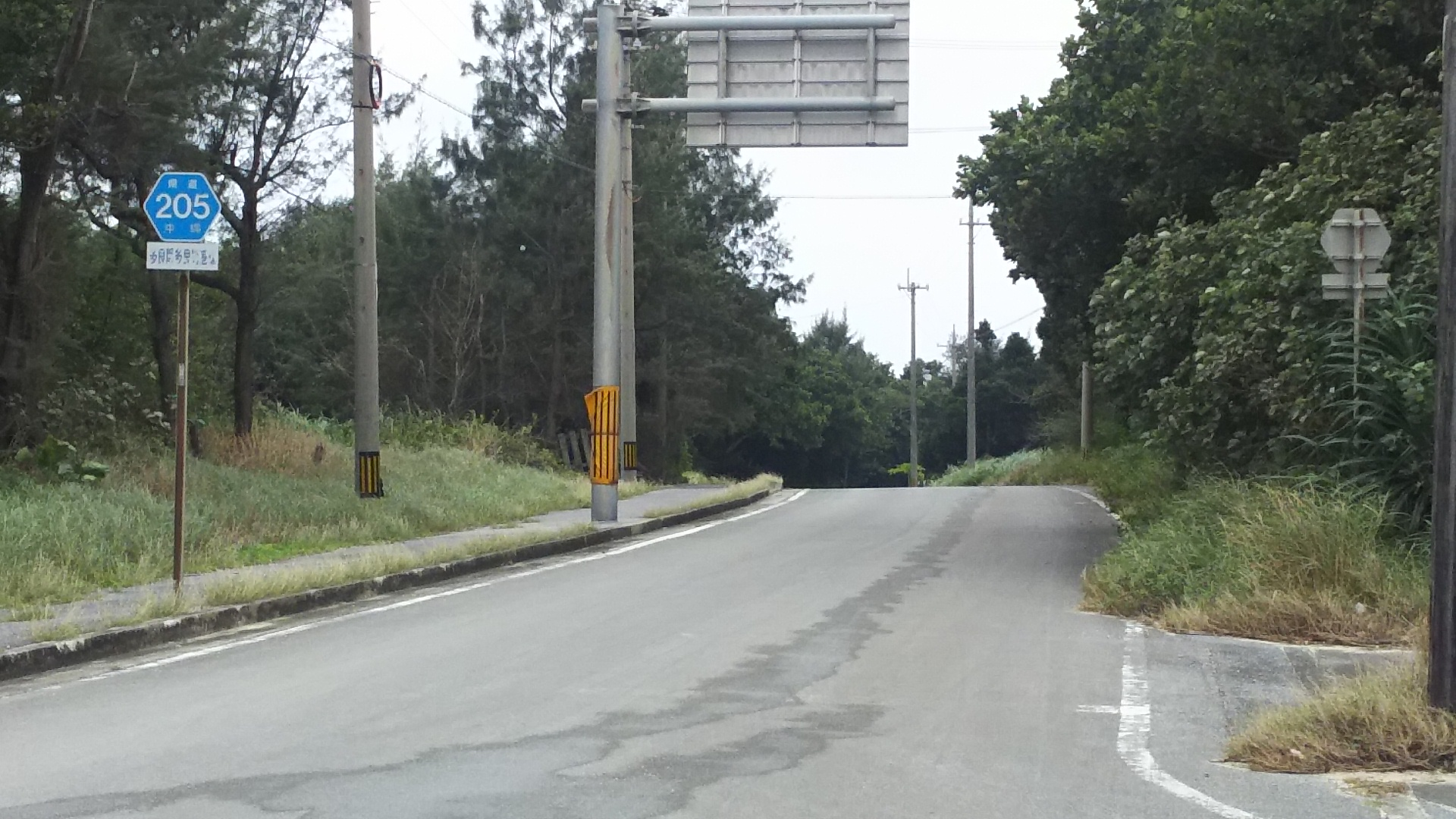
沖縄県道205号標識

- 起点：宮古郡多良間村多良間村役場（字仲筋）[1]
- 終点：宮古郡多良間村多良間港（前泊港）（字塩川）[1]
- 総延長：814m（実延長も同じ）[1]

### 通過自治体
- 宮古郡多良間村（多良間島）[1]

### かつての交差する道路
- 沖縄県道233号塩川仲筋線（多良間村塩川）県道としては廃止されている。

### 主要施設
- 多良間村役場（起点）
- 前泊港（終点）

## 歴史
- 1953年（昭和28年）に琉球政府道多良間多良間港線として指定。のちに多良間港線に名称変更し1972年（昭和47年）の本土復帰で県道となったが、1980年代に政府道指定当時の路線名に戻した[1]。